# Jürgen Wehnert
Jürgen Wehnert (* 31. Juli 1952 in Braunschweig) ist ein deutscher evangelischer Theologe.

## Leben
Er studierte evangelische Theologie und Germanistik an der Universität Göttingen. Nach dem Vikariat am St. Sixti (Northeim) wurde er im Fach Neues Testament promoviert und habilitiert (Lehrbefugnis zunächst für dieses Fach, später für das Fach Biblische Theologie). Seit 2004 lehrte er als Professor für Biblische Theologie an der TU Braunschweig.

## Schriften (Auswahl)
- Die Wir-Passagen der Apostelgeschichte. Ein lukanisches Stilmittel aus jüdischer Tradition. Göttingen 1989, ISBN 3-525-87394-8.
- Die Reinheit des „christlichen Gottesvolkes“ aus Juden und Heiden. Studien zum historischen und theologischen Hintergrund des sogenannten Aposteldekrets. Göttingen 1997, ISBN 3-525-53856-1.
- mit Joachim Kramp: Das Edgar-Wallace-Lexikon. Leben, Werk, Filme. Es ist unmöglich, von Edgar Wallace nicht gefesselt zu sein! Berlin 2004, ISBN 3-89602-508-2.
- Pseudoklementinische Homilien. Einführung und Übersetzung. Göttingen 2010, ISBN 978-3-525-53005-4.